# Counter-Strike 1.0
Counter-Strike 1.0 — початкова версія відеігор з серії Counter-Strike у жанрі шутер. Випущена 8 листопада 2000 року. Гра розроблена і видана Valve Corporation на платформі Microsoft Windows і має багатокористувацький режим гри.

## Ігровий процес
Спочатку гравцю потрібно пройти спеціальне навчання, аналогічне грі Valve Corporation - Half-Life. Дається завдання здолати перешкоди й освоїти основні частини ігрового процесу режиму «Bomb / Defuse», а потім врятувати заручників, стріляючи в трапляючися мішені терористів. Подальша гра започатковує традиції серії Counter-Strike.